# Millwall
Millwall (AFI: /mɪlwɔːl/) è un quartiere situato nella parte occidentale dell'Isle of Dogs nel borgo londinese di Tower Hamlets.